# Hrabstwo Greenup

Piramida wieku hrabstwa

Hrabstwo Greenup – hrabstwo w USA, w stanie Kentucky. Według danych z 2000 roku, hrabstwo zamieszkiwało 36891 osób. Siedzibą hrabstwa jest Greenup.

## Miasta
- Bellefonte
- Flatwoods
- Greenup
- Raceland
- Russell
- South Shore
- Worthington
- Wurtland